# Bir Lehlou
Bir Lehlou é uma cidade no nordeste do Saara Ocidental, a 236 km de Smara, perto da fronteira mauritana e a leste do muro marroquino, no território da Frente Polisário.

## Nome
Bir Lehlou é igualmente ortografada Bir-Lehlou ou Bir Lalou. Em árabe se escreve: بئر لحلو. No entanto, uma tradução em árabe padrão seria « bi'r al-hilwa » بئر الحلوة. O nome é uma transcrição do árabe hassani, e significa "a fonte (de água) doce".

## Geografia
Situada a leste do "muro marroquino", foi a capital temporária da República Árabe Saaraui Democrática até Tifariti se tornar a capital temporária em 2011, a capital proclamada, El Aiune, permanece sob controle marroquino.